# Myriopus
Myriopus es un género monotípico de plantas con flores perteneciente a la familia Boraginaceae. Su única especie: Myriopus poliochros, es originaria de los Estados Unidos. Hay ~25 especies en los Neotrópicos según otros.

## Taxonomía
Myriopus poliochros fue descrita por (Spreng.) Small y publicado en Man. S.E. Fl. (Small) 1131. 1933
Sinonimia
- Tournefortia poliochros Spreng.